# 山梨県道210号杣口塩山線
山梨県道210号杣口塩山線（やまなしけんどう210ごう そまぐちえんざんせん）は、山梨県山梨市と甲州市を結んでいた一般県道である。2008年（平成20年）3月31日山梨県告示第147号により廃止（その告示が掲載されている山梨県公報）。

## 概要

### 路線データ
- 起点：山梨県山梨市牧丘町杣口
- 終点：山梨県甲州市塩山藤木（国道140号交点）

## 通過する自治体
- 山梨県
  - 山梨市 - 甲州市

## 交差・接続する道路
- 国道140号（山梨市牧丘町千野々宮、立体交差）
- 山梨県道206号塩平窪平線（山梨市牧丘町窪平）
- 国道140号（甲州市塩山藤木、終点）

## 周辺
- 山梨市立牧丘第一小学校
- 山梨市立笛川中学校